# Vespasiano Dias
Vespasiano da Silva Dias (Sussuarana, Tanhaçu, 24 de março de 1921 — Rio de Janeiro, 5 de outubro de 1979) foi um dentista e político brasileiro.

## Biografia
Formou-se em Odontologia pela Faculdade de Odontologia da Universidade Federal da Bahia (UFBA) em 1946.
Casou-se com Nair Alves de Oliveira Dias, filha de Juvino Oliveira e Laura Alves dos Santos Oliveira. Residiu em Vitória da Conquista de 1946 até 1951, quando foi morar em Itapetinga. Em Vitória da Conquista exerceu a profissão de dentista, foi vereador e um dos fundadores do Rotary Club de Vitória da Conquista em 6 de fevereiro de 1947.
Em Itapetinga, foi professor de Ciências no Ginásio Alfredo Dutra, 1953 e de Biologia na Escola Normal Jovino Oliveira. Diretor-presidente da Empresa de Transportes e Melhoramentos de Itapetinga S.A. (ETMISA),  Pecuarista. Fundador da Loja Maçônica Amor e União Itapetiguense. Fundador e primeiro presidente do Clube Social de Itapetinga (ACI) e da Associação Rural de Itapetinga.
Foi eleito vereador pelo Partido Social Democrático (PSD), de 1947 a 1951, em Vitória da Conquista (BA). Vereador pelo PSD, de 1955 a 1961, em Itapetinga. Eleito deputado estadual pelo Partido Trabalhista Nacional (PTN), de 1959 a 1963, reeleito pelo PTN, de 1963 a 1967.
Diretor comercial da Companhia de Eletricidade do Estado da Bahia (COELBA), de  1966 a 1970, no governo Luís Viana Filho.
Faleceu no dia 5 de outubro de 1979 no Rio de Janeiro aos 58 anos.